# Hemelbol

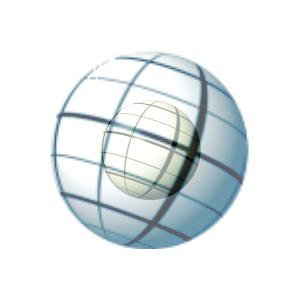
De hemelbol en de Aarde

De hemelbol of hemelsfeer is een denkbeeldige roterende bol met een onmeetbaar grote straal die concentrisch is met de Aarde en tegen de achtergrond waarvan de hemellichamen worden waargenomen. Iedere kijkrichting correspondeert met een punt op de bol. Van alle voorwerpen in het heelal kan worden gedacht dat deze op de bol liggen. De hemelevenaar, de noordelijke hemelpool en zuidelijke hemelpool zijn de projecties vanuit het middelpunt van de Aarde van respectievelijk de evenaar, de noordpool en de zuidpool van de Aarde op de hemelbol. Doordat de hemelbol geacht wordt veel groter te zijn dan de Aarde kan de waarnemer op Aarde ook geacht worden te staan in het middelpunt ervan. De hemelevenaar is dan ook de snijlijn met de hemelbol van het vlak door de waarnemer dat evenwijdig is aan het vlak van de aardse evenaar en de hemelpolen zijn dan ook de snijpunten met de hemelbol van de lijn door de waarnemer evenwijdig aan de aardas. De draaiing van de aarde om haar as correspondeert met een draaiing van de hemelbol om deze lijn, kijkend in de richting van de noordelijke hemelpool is de draairichting van de hemelbol tegen de klok in. Voor wat betreft zeer verre objecten is de hemelbol gelijk voor elke waarnemer op Aarde, behoudens de verschillende stand ten opzichte van het lokale aardoppervlak.
Alleen het deel van de hemelbol dat boven de horizon uitkomt is zichtbaar, dit is de hemelkoepel. Wat zichtbaar is, wordt per locatie verder beperkt door onder meer bebouwing en heuvels. Door de draaiing van de aarde is dit steeds een ander deel, afhankelijk van de positie op de aarde kunnen sommige delen altijd zichtbaar zijn en andere delen nooit.
De hemelbol moet niet verward worden met de galactische hemelbol die gecentreerd is op de Zon en waarvan de polen in het verlengde staan van de draaiingsas van de Zon.

## Geschiedenis

De denkbeeldige evenaar verdeelt de gehele Hemelbol in een noordelijke en zuidelijke hemel

In veel oude culturen werd gedacht dat de sterren allemaal op gelijke afstand van de Aarde stonden en dat de hemelbol een echt model van het heelal was. Het model is een praktische abstractie, maar niet correct. Niet alle objecten in het heelal staan op dezelfde afstand van de Aarde, maar zijn zo ver weg dat hun afstanden onmogelijk te meten zijn door ze enkel te bekijken.

## Toepassing
Omdat de afstanden van hemellichamen niet direct zichtbaar zijn, wordt het visuele beeld uitsluitend bepaald door de richtingen van voorwerpen. In deze betekenis is het hemelbolmodel een zeer praktisch hulpmiddel in de positionele astronomie.
Aangezien de Aarde om haar as roteert, lijken de voorwerpen op de hemelbol rond de hemelpolen te roteren met een omlooptijd van 23 uur en 56 minuten, in cirkels met een straal (uitgedrukt als hoek) van het complement van de absolute waarde van de declinatie. Zo zal de zon in het oosten lijken op te gaan en in het westen ondergaan, net als de sterren, de planeten en de maan.
De hemelbol kan worden verdeeld door de evenaar te projecteren in de ruimte. Zo verdeelt men de bol in de noordelijke hemelhemisfeer en de zuidelijke hemelhemisfeer. Eveneens kan men de Kreeftskeerkring, de Steenbokskeerkring, de noordpool en zuidpool projecteren op de hemelbol.
Op een aardse breedtegraad van 52° NB staat de noordelijke hemelpool boven de horizon, en wel op een hoogte van 52°. Objecten met een declinatie boven 38° zijn circumpolair (steeds boven de horizon), en die met een declinatie onder -38° nooit. Daartussen zal het object dagelijks op- en ondergaan (het is gedeeltelijk circumpolair). Naarmate de declinatie hoger is zal het object langer te zien zijn. Voor de zichtbaarheid is van belang of het dag of nacht is. Als een ster alleen overdag boven de horizon is, is deze meestal het hele etmaal niet te zien. Of dit het geval is hangt af van de maand van het jaar.